# Metoksamin
Metoksamin je α1-agonist adrenergičkog receptora, koji ima sličnu strukturu sa fenilefrinom i 2,5-DMA. Ovo jedinjenje je razvijeno tokom 1940-tih. Ovaj lek indukuje vazokonstrikciju kože i crevnih krvnih sudova, čime se povećava periferni vaskularni otpor i povišava arterijski krvni pritisak. Zbog njegovog hipertenzivnog dejstva, on može da izazove kompenzatorni refleks bradikardije putem baroreceptora.